# Église maradonienne
L'Église maradonienne (en espagnol Iglesia Maradoniana) est un mouvement religieux lié au culte de l'ancien footballeur argentin Diego Maradona, créé en 1998.

## Histoire
La religion est créée le 30 octobre 1998 (pour les 38 ans de Maradona) à Rosario par les Argentins Héctor Campomar, Alejandro Verón et Hernán Amez,. Elle possède actuellement entre 80 000 et 100 000 adeptes dans plus de soixante pays,.
Des réunions entre adeptes ont eu lieu chaque année, depuis 2001, durant les deux jours saints.
Le premier mariage maradonien a eu lieu le 29 octobre 2007 dans la ville de Colón en Argentine entre deux croyants mexicains. L'Argentine est le pays possédant le plus de fidèles devant l'Espagne et le Mexique.

## Détails du culte
À la manière du Pater Noster dans la religion chrétienne, la religion possède le Diego Nuestro (traduit de l'espagnol) : Notre Diego - Qui est sur les terrains - Que ton pied gauche soit béni - Que ta magie ouvre nos yeux - Fais-nous souvenir de tes buts - Sur la terre comme au ciel - Donne nous aujourd'hui notre bonheur quotidien - Pardonne aux Anglais- Comme nous pardonnons à la mafia napolitaine - Ne nous laisse pas abîmer le ballon - Et délivre nous de Havelange. - Diego. (« Diego » a été adopté par l'Église Maradonienne comme la conclusion des prières.)
L'église maradonienne possède son Décalogue,. Parmi les dix commandements, figurent :
- « diffuser les miracles de Diego partout dans le monde »
- « ne pas invoquer Diego au nom d'un seul club »
- « porter Diego comme deuxième prénom et le donner à ton fils »[8]

La religion possède un tétragramme « D10S » : ce mot-valise en leet speak est formé par la fusion du numéro de Maradona en équipe d'Argentine (10) et « Dios », « Dieu » en espagnol. On le retrouve régulièrement sur différents éléments paroissiaux ainsi qu'inscrit sur des objets possédés par les adeptes,.
Le calendrier maradonien, comptant les années depuis la naissance de Maradona le 30 octobre 1960 (calendrier grégorien), indique actuellement l'année 64,. 
Le baptême consiste à marquer un but de la main gauche dans une cage fictive, en mémoire de la « main de Dieu », puis en une bénédiction sur la Bible, ici l'autobiographie de Diego Maradona. 
Diego Maradona décède le 25 novembre 2020 d'un arrêt cardiaque dans la ville de Tigre en Argentine, ce qui modifie l'objet du culte, passant d'une figure d'admiration vivante à une figure morte. Sa mort ne provoque pas la fin du culte de sa personne, au contraire, le nombre de croyants est toujours fort,.

## Rites principaux
Deux fêtes ont lieu chaque année :

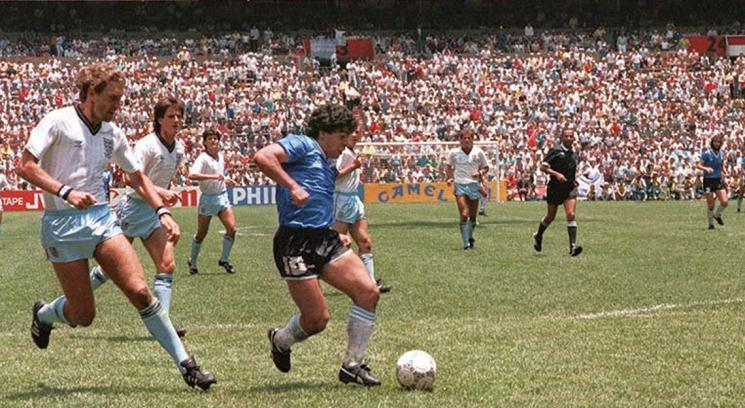
Diego Maradona marquant le but du siècle.

- la Noël maradonienne, célébrant la naissance de Maradona, est fêtée la veille du jour réel de sa naissance, le 29 octobre[13] ;
- les Pâques maradoniennes, le 22 juin, en l'honneur du match de l'Argentine face à l'Angleterre lors de la coupe du monde le 22 juin 1986 au Mexique ; ce jour-là, Maradona marqua le « but du siècle » ainsi que la main de Dieu[14].